# 維多利亞藝術中心

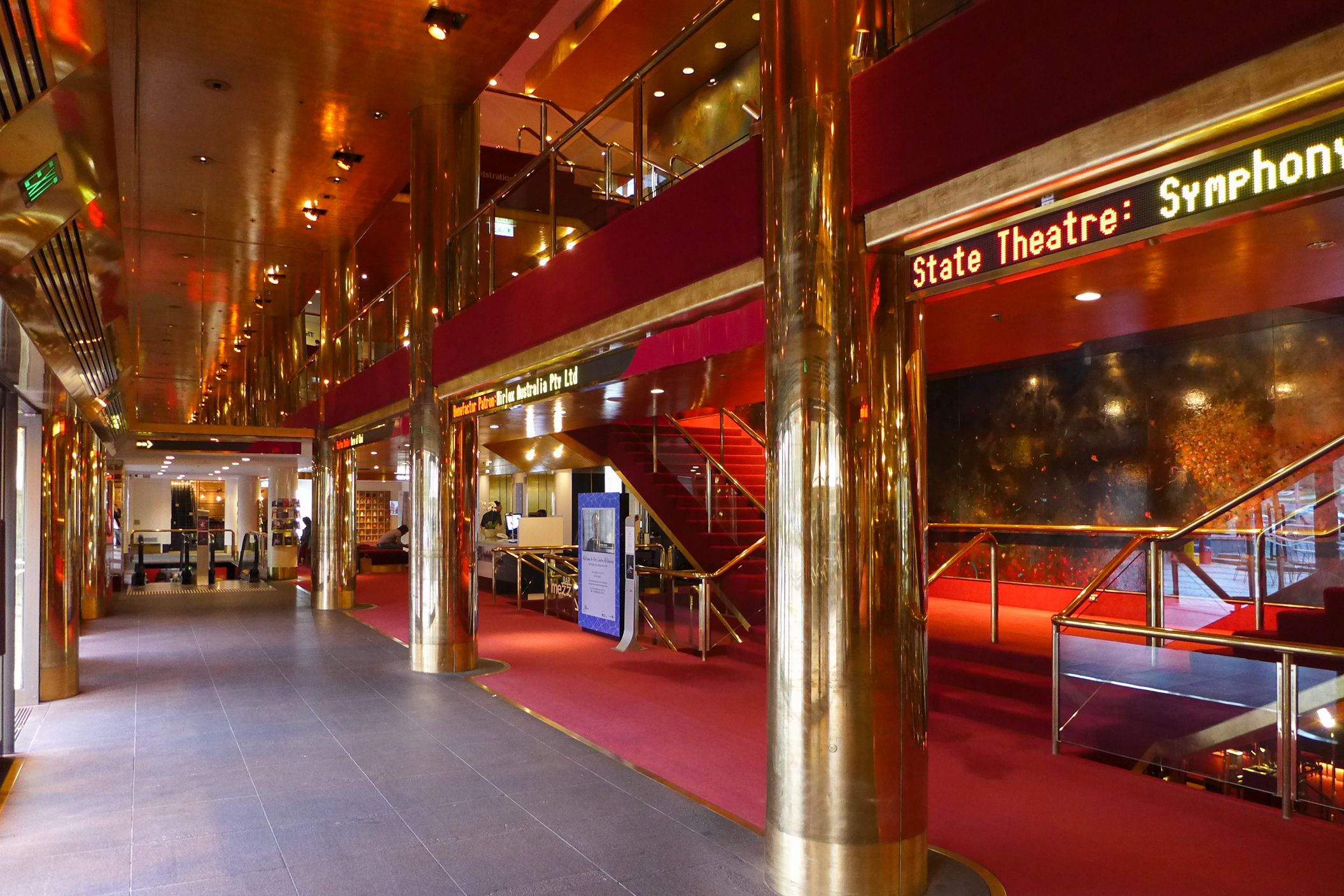
州立劇院大堂

維多利亞藝術中心（英語：The Arts Centre）是一系列位於澳洲墨爾本的藝術展覽及演藝場館，由信託所經營管理。藝術中心始建於1973年，於1982年完工，1984年正式對外開放。其場所範圍包括位於雅拉河南岸的中心劇院（Theatres）和墨爾本音樂廳（Melbourne Concert Hall），而墨爾本音樂廳的廳院中另外設有會議廳、宴會廳、餐廳、畫廊、博物館、藝術品店等。由于擁有高達162米的塔尖，它被認為是一座塔型建筑亦被視作是全世界最高的藝術中心。中心地址位於墨爾本市飛利浦港聖基達路2號。

## 中心簡介

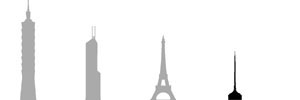
維多利亞藝術中心與臺北101，中銀大廈，巴黎鐵塔之間的高度比較。

劇院內共設置了三座表演廳，主要功能用于藝術演出，其中容納觀眾人數最大的為州立劇院（State Theatre），其是一個專門供國際性的劇團演出的劇院，觀眾座位共分3層，全部坐席為2085席，而舞台面積亦達到1067平方公尺，是南半球第二大的劇院，僅次于悉尼歌劇院。劇院基於對觀眾平等的原則，不設任何包廂，只要觀眾支付約120-150元澳元的門票價，每個人都有機會買到位置最為優越的貴賓席門票。一般的坐席票價約在60-65澳元，學生亦可購買澳幣25元的學生優待票，但其位置亦被設置在劇院兩側。
表演屋（Playhouse）是另外一個設置在劇院內的表演廳，其舞台面積占地321平方公尺，座位有時會設置成750席，有時亦會是884席，視舞台使用時的情況而定。表演屋主要是提供給國內的小型劇團表演。值得一提的是其在休息室中設置了澳洲原住民藝術展覽，以幫助觀眾更多的了解澳洲原住民藝術。
最小的表演室為喬治菲爾法克斯表演室（George Fairfax Studio），舞台面積占地81平方公尺，座位共設置了367席，但是為可移動式座位，是一處多功能的表演場地，主要提供給觀眾戲劇的演出。 此外，音樂廳的地下室有一處專供遊客參觀的的化妝室，室內亦有當初結束演出後，捐給藝術中心的戲服，觀眾亦可以看到包括《窈窕淑女》、《卡門》、《歌劇魅影》等著名歌劇表演后留下的各種道具，遊客亦可以在此穿上戲服，體驗與演員相似的情景，亦會拍照留念。

## 劇院
雪梨梅爾戶外音樂台（Sydney Myer Music Bowl），位於維多利亞藝術中心的東側，亦是由維多利亞藝術中心信託所管理經營。該音樂台可同時容納12,000名觀眾，其中10,000名坐席為戶外場地，另外2,000人則有頂蓬遮蔽。這裡是舉辦各種戶外音樂會、演唱會、芭蕾舞、搖滾樂的場所，許多國際著名的歌星、樂團都曾在此辦過演唱會，包括：ABBA、尼尔·戴蒙德、卜戴倫、老鷹樂隊、張學友等，而在冬天，這裡一般被轉換為臨時的戶外溜冰場。

### 外觀
劇院外觀的標志之一是高聳的尖塔外型，被人形容為旋舞的裙子，塔尖高達162米，造型的美麗亦聞名世界，亦是墨爾本醒目的地標之一，尤其當夜幕降臨，這座塔尖開始不斷變換其燈光的顏色，亦成為了墨爾本夜空中最燦爛的高柱。1996年建成的劇院，位于尖塔地下第5層，第一齣戲劇是由來自澳洲歌劇團擔綱演出的《屋頂上的提琴手》。劇院每年會吸引大量來自世界各地的游客觀光，為維多利亞州政府帶來可觀的稅收，亦有多個國家的旅游機構將維多利亞藝術中心設定為推薦客戶的墨爾本觀光首選之地。

## 外部連結
- 墨尔本官方网站相关介绍 （页面存档备份，存于）